# Alcoolate
Alkoxyde

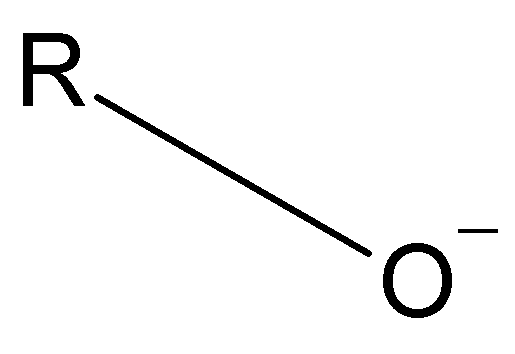
Structure d'un alcoolate.

Un alcoolate (ou alkoxyde), de formule R-O−, est la base conjuguée d'un alcool. Son contre-ion peut être un atome métallique ou un radical organique.

## Synthèse
Les alcoolates peuvent être synthétisés par oxydation de métaux alcalins, tel le sodium (Na) :
{\displaystyle \mathrm {Na+ROH\longrightarrow Na^{+}+RO^{-}+{\frac {1}{2}}\,H_{2}} }
Ils peuvent également être synthétisés par réaction acido-basique avec une base très forte, comme l'hydrure de sodium.

## Réactivité
Les alcoolates possèdent trois types de réactivité.

### Comme base
Bases conjuguées des alcools, les alcoolates peuvent réaliser des réactions acido-basiques. Leur pKa est compris de manière générale entre 16 et 18, à l'exception des phénolates dont le pKa est plus proche de 10.

### Comme nucléophile
L'atome d'oxygène est un site nucléophile, considéré comme « dur » dans la théorie HSAB.
Les alcoolates peuvent réagir avec des composés halogénés pour former des éthers, par la synthèse de Williamson :
Il est également possible d'obtenir des esters ou des tosylates.

### Vis-à-vis de l'oxydation
Les ions alcoolates sont susceptibles d'être oxydés en radicaux alkoxyles par le dioxygène de l'air.

## Nomenclature
Les alcoolates sont désignés par le suffixe -olate. 